# Rete dei camminamenti lenti
(Turing Club Italiano)
La Rete dei camminamenti lenti, è una rete di mobilità dolce dei cammini e delle vie di Sicilia, percorsi a piedi, a cavallo ed in bicicletta, ispirate da svariate motivazioni come la fede, lo svago, lo sport e altro. Questa rete è una delle 11 reti che costituiscono le attività del Primo parco mondiale dello stile di vita mediterraneo che si articola in vari percorsi turistici e ambientali attraverso l'individuazione e all'implementazione di queste 11 reti progettuali integrate.
La rete dei camminamenti lenti strutturerà le singole vie o camminamenti e le promuoverà a livello internazionale in un unico sistema per un'offerta planetaria. La rete dei camminamenti fa parte dell'Atlante digitale dei Cammini d’Italia edito dal MiBACT come indicato nel Piano Strategico del Turismo 2017- 2022.

## Cammini attivi
All'aprile 2022 alcune vie e percorsi sono già attive, secondo una pubblicazione edita dalla Regione Sicilia, esse sono:
- Trekking del santo, Il cammino dall’Etna ai Nebrodi di San Nicolò Politi [5]
- L'Itinerarium Rosaliae, il cammino di Santa Rosalia (da Santuario di Monte Pellegrino e arriva all’Eremo di Santo Stefano Quisquina per 160 km)[6]
- Le vie francigene di Sicilia,[7] sono quattro[8][9]
  - la Magna Via Francigena[10] (da Palermo ad Agrigento per 183,5 km),[11]
  - la via Francigena Mazarese (da Palermo ad Agrigento per 322 km passante per Marsala e Mazara del Vallo),[12]
  - la via Francigena delle montagne (da Palermo a Messina per 373 km passante per Gangi e Nicosia),[13] e
  - la via Via Francigena Fabaria (da Agrigento e Maniace per 300 km)[14]
- Cammino di San Felice, il cammino francescano di Sicilia (da Tusa a Nicosia)[15]
- Cammino della Madonna delle Milizie (da Avola a Donnalucata)[16]
- Cammino dell’anima (dal Santuario di Dinnammare sui Monti Peloritanial Santuario della Madonna di Tindari)[17]
- La Via dei frati:[18] essa si sviluppa[19][20] (da Caltanissetta a Cefalù in 8 tappe per 166 km),[21][22] insieme alla via dei Santi e Devozione dei Nisseni; e i cammino del Paesaggio di mezzo.[23][24]
- La via dei tre santi[25]
- Cammini di Capizzi:[26]
  - il Cammino di San Giacomo in Sicilia (da Caltagirone a Capizzi in 8 tappe per 111 km)[27][28][29][30]
  - Cammino di fede verso l’aurea città jacopea, da Cerami a Capizzi
  - Viaggio di San Giacomo
  - Viaggio a Cannedda, cammino per Sant’Antonio di Padova
  - Cammino Madonna della Lavina
  - Cammino Madonna della Catena da Capizzi a Nicosia
  - Cammino di San Silvestro monaco basiliano
- Cammino di San Teotista, Caccamo[31]
- Il sentiero del Beato Guglielmo,[32]
- Cammino dei Santuari Madoniti, (dal Santuario dello Spirito Santo a Gangi al Santuario di Gibilmanna a Cefalù)[33]
- Sentiero della pace, Petralia Sottana[34][35]
- Cammino dei Ventimiglia, (da Geraci Siculo a Castelbuono)[36]
- Trekking dei santuari[37]
- Sui passi di Corrado eremita (da Noto a Avola)[38]
- Centro custodia del creato, Etna-Piano Vetore[39]
- Viaggio dei ramara, festa dei rami[40]
- Cammini e trazzere mediterranee[41]
- I pellegrini del vallone[42]
- Sentieri del Cutgana[43]
- Il cammino di San Michele Arcangelo[44]
- Via sacra Enna[45]
- Vie sacre Scicli[46]
  - Il cammino del Beato Guglielmo eremita
  - Le orme di Maria a Scicli
  - Le chiese rupestri

## Cammini in sviluppo
A queste si aggiungono anche vie e percorsi che hanno ambiti culturali diversi e sono in corso di riconoscimento.
- la greenway delle zolfare (detta anche: la Ferrovia mai nata, tra Riesi e Canicattì, per 92 km previsti),[47][48]
- Il Percorso dei Principi, (da San Cataldo a Resuttano)[49]
- le ciclovie e ippovie siciliane,[50]
- la Antica trasversale sicula[51] (da Mozia a Scoglitti per 580 km)[8]
- le principali vie di transumanza siciliane,[52][53] e le regge trazzere[54][55][56][57]
  - tra le quali la trazzera centrale delle vacche e degli Jenchi.[53][58][59]
  - trazzera mari e monte,[53]
  - il guado di Imera sul Salso,[53] e le
  - trazzere minori.[53]